# Martin Pröll
Martin Pröll (* 21. März 1981 in Freistadt) ist ein ehemaliger österreichischer Hindernis- und Langstreckenläufer sowie mehrfacher österreichischer Meister.

## Werdegang
2002, 2004 und 2005 wurde er österreichischer Meister im 3000-Meter-Hindernislauf.
Bei den Europameisterschaften 2002 in München belegte er den siebten Platz. Bei den Olympischen Spielen 2004 in Athen schied er im Halbfinale aus. 2005 erzielte er mit 8:13,74 min seine Bestzeit in dieser Disziplin, und bei den Europameisterschaften 2006 in Göteborg wurde er Neunter.
Auch im Langstreckenlauf hat er Erfolge aufzuweisen. 2003 wurde er österreichischer Meister über 5000 Meter und 2006 über 5000 und 10.000 Meter. 2007 wurde er Zweiter beim Luzerner Stadtlauf sowie nationaler Meister im Crosslauf (Kurzstrecke), im 10-km-Straßenlauf und im Halbmarathon (gleichzeitig dritter Gesamtplatz beim Halbmarathonbewerb des Wachau-Marathons). Seine Halbmarathon-Bestzeit von 1:04:32 h stellte er bei den Straßenlauf-Weltmeisterschaften 2007 auf, bei der er den 61. Platz belegte.
2008 gewann er überraschend in einer Zeit von 28:46 min den Paderborner Osterlauf über 10 km. Weiters gewann er 2008 die österreichische Crosslauf-Meisterschaft über die Kurzstrecke und auch die österreichische Hallenmeisterschaft über 3 km. 2010 gewann Pröll mit zweieinhalb Minuten Vorsprung die österreichische Staatsmeisterschaft im 10.000-Meter-Lauf.
Im März 2009 beendet Pröll die Zusammenarbeit mit dem Sportmanager Stefan Matschiner, nachdem gegen diesen Ermittlungen wegen Doping aufgenommen wurden. Diese waren durch Aussagen der Triathletin Lisa Hütthaler ausgelöst worden.
Pröll ist heute als freiberuflicher Fotograf für Hochzeit, Porträt und Architektur tätig.